# Raión de Ivanivka (Odesa)

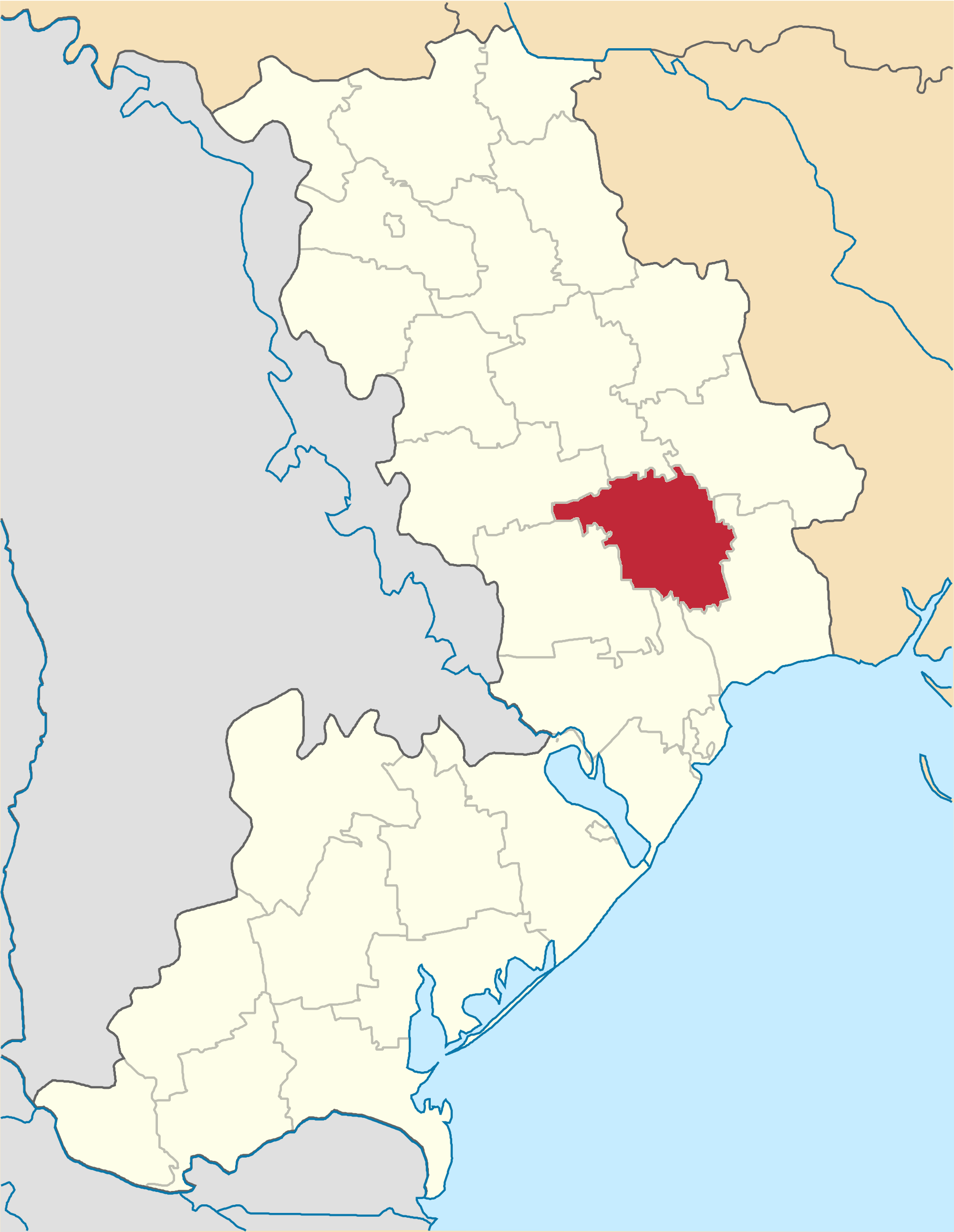
Localización del Raión de Ivánivka en el óblast de Odesa

El Raión de Ivánivka (ucraniano: Іва́нівський райо́н) es un distrito del óblast de Odesa en el sur de Ucrania. Su centro administrativo es la ciudad de Ivánivka.
Tiene una superficie total de 1.162 km. 2 y, según el censo de 2001, tiene una población de aproximadamente 30.000 habitantes.

## Localidades
- Adamivka
- Alta Kuyal'nyk
- Baja Kuyal'nyk
- Balanyny
- Baranove
- Bilka
- Blahoieve
- Blonska
- Bohunove
- Buzynove
- Cherniajivske
- Chervonoznamianka
- Dzhuhastrove
- Hudevycheve
- Ivanivka
- Kalynivka
- Konopliane
- Kozlove
- Lenin
- Lizynka
- Lyubotayivka
- Malynivka
- Martsiyanove
- Maslove
- Myjaylopil
- Novakove
- Nueva Shompoly
- Pavlynka
- Petrivka
- Projorové
- Prychepivka
- Radisne
- Ruska Slobidka
- Severynivka
- Shamanivka
- Shchorsove
- Sherove
- Sokolove
- Sozonivka
- Sylivka
- Tarasivka
- Ulianivka
- Vasilivka
- Vovkove
- Zhovte